# A dos Cunhados e Maceira
A dos Cunhados e Maceira (llamada oficialmente União das Freguesias de A dos Cunhados e Maceira) es una freguesia portuguesa del municipio de Torres Vedras, distrito de Lisboa. Según el censo de 2021, tiene una población de 11 568 habitantes.

## Historia
Fue creada el 28 de enero de 2013 en aplicación de una resolución de la Asamblea de la República de Portugal promulgada el 16 de enero de 2013 con la unión de las freguesias de A dos Cunhados y Maceira, pasando su sede a estar situada en la antigua freguesia de A dos Cunhados.

## Demografía
| Gráfica de evolución demográfica de A dos Cunhados e Maceira entre 2011 y 2021 |
|                                                                                |
| Datos según el nomenclátor publicado por el INE portugués.                     |